# Mecistocephalus curvidens
Mecistocephalus curvidens är en mångfotingart som beskrevs av Haase 1887. Mecistocephalus curvidens ingår i släktet Mecistocephalus och familjen storhuvudjordkrypare.
Artens utbredningsområde är Filippinerna. Inga underarter finns listade i Catalogue of Life.